# استیون موفات
استیون موفات (به انگلیسی: Steven Moffat) یک تهیه‌کننده و فیلمنامه‌نویس اسکاتلندی است. اولین کار تلویزیونی موفات یک درام برای نوجوانان به نام دژبان بود. وی فیلمنامه اولین طنز تلویزیونی به نام از شوخی گذشته را الهام از شکست از ازدواج اول خود نوشت اگر چه فیلمنامه طنز بعدی خود به نام کوپلینگ را بر اساس رابطه خود با سو ورچو نوشت. مجموعه طنز بعدی خود را به نام گچ با الهام از تجربیات خود به عنوان معلم زبان انگلیسی در مدرسه نوشت.
موفات به عنوان یکی از طرفداران قدیمی سریال دکتر هو، در سال ۲۰۰۹ به عنوان تهیه‌کننده اجرایی آن انتخاب شد و این وظیفه را تا سال ۲۰۱۷ و پایان فصل دهم این سریال بر عهده داشت. او همچنین به همراه مارک گتیس به عنوان تهیه‌کننده و سازنده سریال شرلوک شناخته می‌شود.
موفات در طول فعالیت خود جوایز زیادی برده‌است که اکثراً برای دکتر هو و شرلوک بوده‌اند؛ از جمله دو جایزه امی، پنج جایزه بفتا و چهار جایزه هیوگو.